# Albania en los Juegos Olímpicos de Múnich 1972
Albania estuvo representada en los Juegos Olímpicos de Múnich 1972 por un total de 5 deportistas que compitieron en 2 deportes.  
La portadora de la bandera en la ceremonia de apertura fue la tiradora Afërdita Tusha. El equipo olímpico albanés no obtuvo ninguna medalla en estos Juegos.